# فيليب باول
فيليب باول (بالفرنسية: Philippe Paul)‏ هو سياسي فرنسي، ولد في 25 يناير 1965 في فرنسا. حزبياً، نشط في الاتحاد من أجل حركة شعبية. وقد انتخب عضو مجلس الشيوخ الفرنسي وانتخب رئيس بلدية ‏ دوارننيه (15 مارس 2008 – ).